# Добрунов Леонід Георгійович
Леонід Георгійович Добрунов (9 березня 1907, Полтава - 3 травня 1982, Алма-Ата) - радянський фізіолог рослин, доктор біологічних наук (1952 рік), професор (1953 рік), член-кореспондент Академії наук КазССР (1954 рік). 

## Біографія
У 1927 році закінчив Полтавський сільськогосподарський інститут. 
У 1927-1937 роках - науковий працівник Носівської сільськогосподарської дослідної станції, завідував лабораторією Всесоюзного науково-дослідного інституту конопель (УРСР). 
У 1937-1945 роках займався науковою роботою Академії наук СРСР. 
У 1945 році переїхав до  Казахстану. 
У 1945-1958 і 1961-1968 роках завідувач сектором, відділом, лабораторією Інституту ботаніки АН КазССР. Викладав в КазГУ.

## Наукова діяльність
Наукові праці присвячені вивченню закономірностей фізіологічних процесів в онтогенезі рослин. 
Обґрунтував системно-онтогенетический підхід до вивчення мінерального живлення рослин; простежив вікові зміни в фізіолого-біохімічних процесах і ознаках метамерних органів рослин; розробив рекомендації щодо підвищення цукристості і врожайності цукрових буряків, вирощуванню сільськогосподарських культур при внесенні добрив.

## Відзнаки
Нагороджений орденом Трудового Червоного Прапора.

## Твори
- Фізіологічні зміни в онтогенезі рослин, А., 1956.
- Біологічні основи підвищення врожайності сільськогосподарських культур, А., 1957.
- Фізіології мінерального живлення рослин, А., 1970.